# Ottobiano
Ottobiano là một đô thị ở tỉnh Pavia trong vùng Lombardia của Ý, có cự ly khoảng 45 km về phía tây nam của Milan và khoảng 25 km về phía tây của Pavia. Tại thời điểm ngày 31 tháng 12 năm 2004, đô thị này có dân số 1.168 người và diện tích là 24,5 km².
Ottobiano giáp các đô thị sau: Ferrera Erbognone, Lomello, San Giorgio di Lomellina, Tromello, Valeggio.